# 圣桑福里安 (吉伦特省)
圣桑福里安（法語：Saint-Symphorien，法語發音：[sɛ̃ sɛ̃fɔʁjɛ̃]）是法国吉伦特省的一个市镇，属于朗贡区。

## 地理
圣桑福里安（44°25'41"N, 0°29'24"W）面积106.29 平方千米，位于法国新阿基坦大区吉倫特省，该省份为法国西南部沿海省份，是法國本土面积最大的省，北起滨海夏朗德省，西临大西洋，南至朗德省，东南接洛特-加龍省，东临多爾多涅省。
与圣桑福里安接壤的市镇（或旧市镇、城区）包括：奥里涅、巴利扎克、布里代、卢沙茨、圣莱热德巴尔松、勒蒂藏、阿尔热卢斯、马诺、索尔、贝拉德。

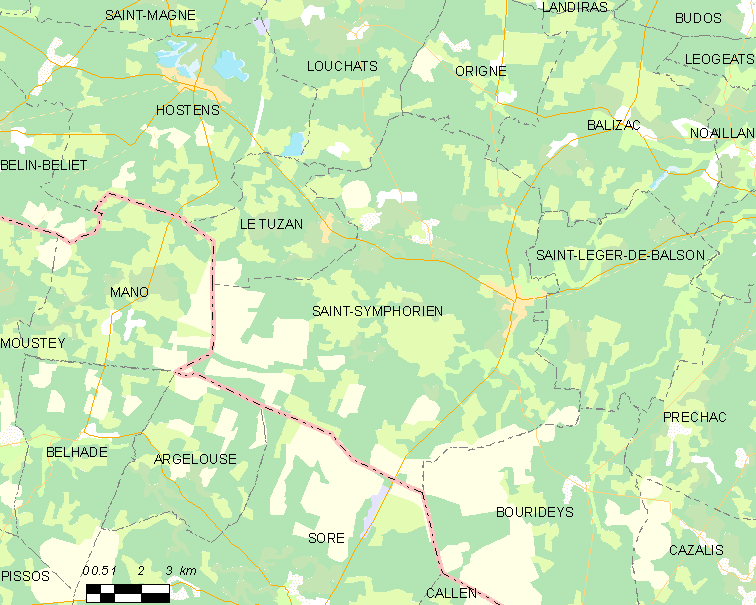
的OSM定位图

圣桑福里安的时区为UTC+01:00、UTC+02:00（夏令时）。

## 行政
圣桑福里安的邮政编码为33113，INSEE市镇编码为33484。

## 政治
圣桑福里安所属的省级选区为砂砾荒原县。

## 人口

1962-2008年间人口变化图示

圣桑福里安于2022年1月1日时的人口数量为1825人。